# Éric Potiron
Éric Potiron (né le 1er juin 1974 à Nantes) est un coureur cycliste français, actif dans les années 1980 et 1990.

## Biographie
Éric Potiron commence le cyclisme 1983 au Vélo Club Sébastiennais. Il court ensuite au VC Pontivy et à l'UC Nantes, avant de rejoindre le club Besson Chaussures-Aulnat 63 en 1998. Pour sa dernière année chez les amateurs, il se distingue en remportant le Tour de la Creuse et une étape du Tour du Japon.
En 1999, il passe professionnel dans l'équipe de troisième division montée par son club Besson Chaussures. Cette expérience ne dure toutefois qu'une saison. 

## Palmarès
- 1993
  - Circuit du Mené
- 1994
  - 3e étape du Circuit des plages vendéennes
  - 3e de la Route bretonne
  - 3e de la Flèche de Locminé
- 1996
  - 2e du Souvenir Louison-Bobet
  - 3e de Redon-Redon
- 1997
  - 2e des Trois Jours des Mauges
- 1998
  - 4e étape du Tour du Japon
  - Classement général du Tour de la Creuse
  - 2e du Circuit des Monts du Livradois
  - 3e du Circuit des Communes de la Vallée du Bédat